# Trattato di Astrava

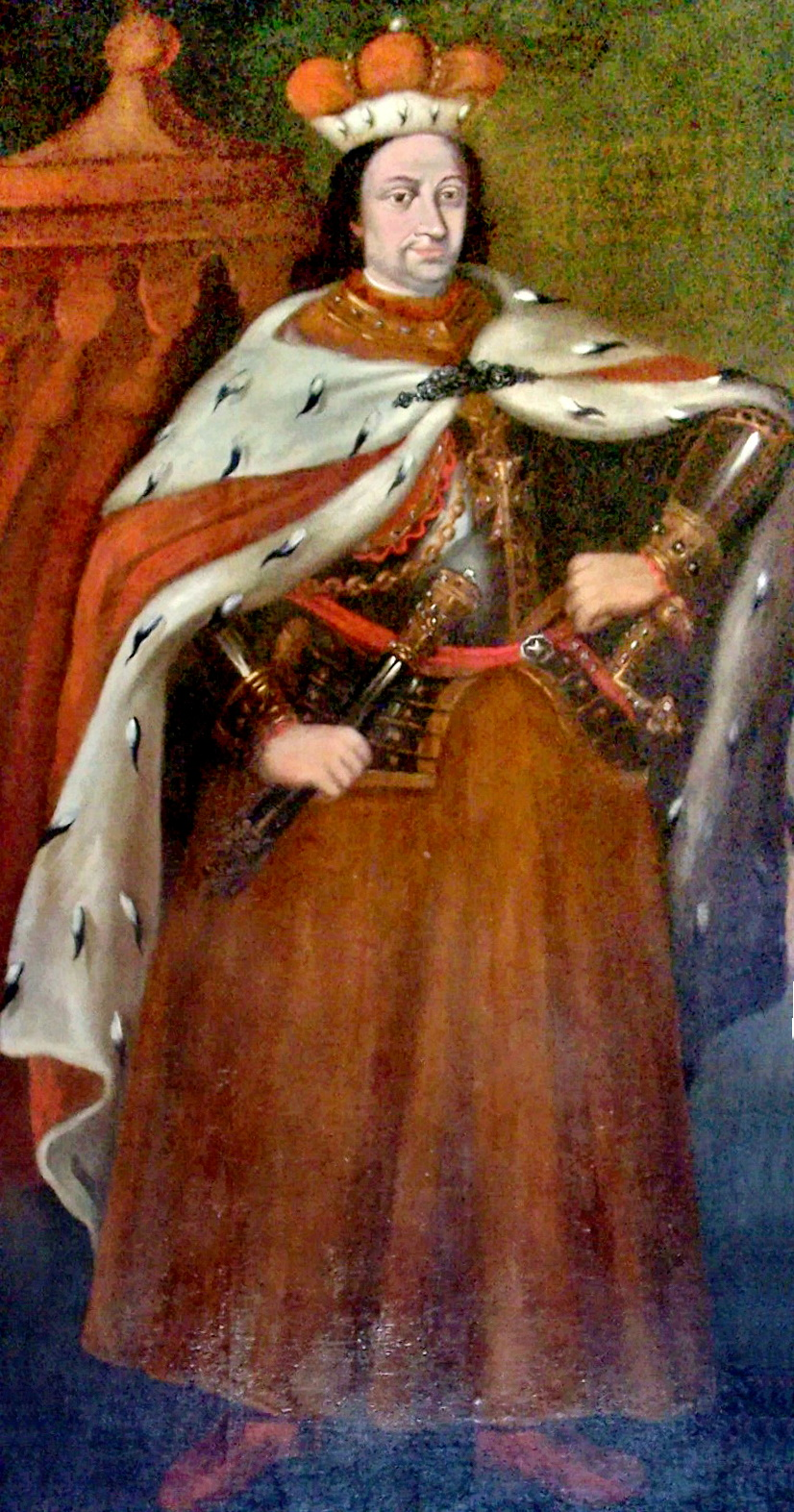
Vitoldo il Grande, dipinto del XVII secolo

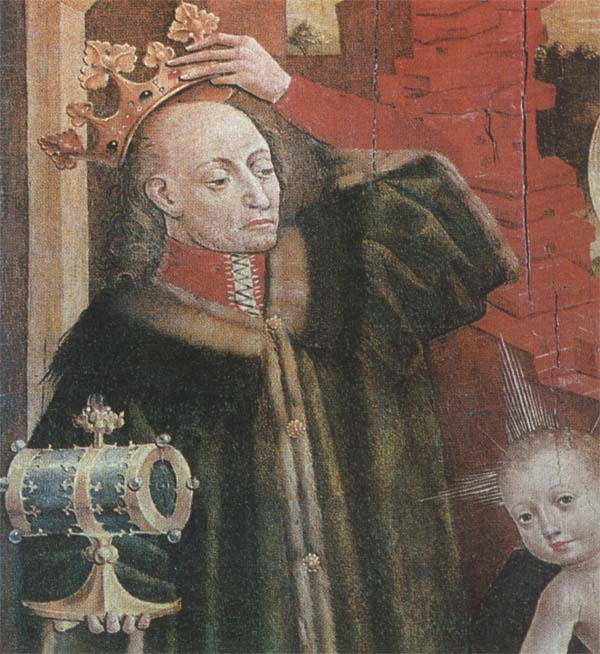
Presunto dipinto di Jogaila, circa 1475–1480, Cracovia, Polonia

Il trattato di Astrava o di Ostrów (in lituano Astravos sutartis, in bielorusso Востраўскае пагадненне?, in polacco Ugoda w Ostrowie) fu un trattato tra Ladislao II Jagellone (Jogaila), Re di Polonia e Granduca di Lituania, e suo cugino Vitoldo, firmato il 4 agosto 1392. Il trattato pose fine alla distruttiva guerra civile lituana lanciata nel 1389 da Vitoldo con la speranza di guadagnare potere politico e concluse la lotta di potere tra i due cugini che era scoppiata nel 1380 dopo la stipula segreta del trattato di Dovydiškės tra Jogaila e i Cavalieri teutonici. Il trattato di Astrava non arrestò gli attacchi dei Cavalieri teutonici e la contesa territoriale sulla Samogizia, che proseguirono fino al 1422. Secondo il trattato, Vitoldo diventò il sovrano della Lituania (con il titolo di Granduca), ma riconobbe i diritti sulla Lituania di Jogaila (con il titolo di Duca Supremo). I dettagli della relazione polacco-lituana furono messi in chiaro nei numerosi trattati successivi, tra cui l'unione di Vilnius e Radom nel 1401 e l'unione di Horodło nel 1413.

## Contesto storico
Nel 1389, Vitoldo cominciò una guerra civile contro Skirgaila, il reggente impopolare di Jogaila in Lituania. Skirgaila fu incaricato dopo che Jogaila firmò l'unione di Krewo nel 1385 e fu incoronato Re di Polonia nel 1386. I lituani erano insoddisfatti per la crescente influenza polacca in Lituania. Vitoldo promise la Samogizia ai Cavalieri teutonici come compenso per la loro assistenza militare. I loro eserciti congiunti fecero frequenti incursioni in Lituania; l'attacco più grande fu avviato all'inizio dell'autunno 1390 quando Vilnius fu assediato per cinque settimane. Gli invasori riuscirono a conquistare il Castello storto e a ridurre in macerie la maggior parte delle zone circostanti, ma fallirono nel prendere la città. Entrambi gli schieramenti si resero conto che una vittoria rapida sarebbe stata impossibile e le incursioni stavano devastando la stessa nazione che cercavano di governare. I nobili polacchi erano insoddisfatti dal fatto che Jogaila aveva dedicato così tanta attenzione nei confronti della Lituania e che l'unione di Krewo non aveva portato i risultati previsti. In una tale situazione Jogaila decise di cercare un compromesso con Vitoldo.

## Negoziazioni e il trattato
Jogaila mandò in segreto un emissario, Enrico di Masovia, vescovo di Płock, per negoziare con Vitoldo e convincerlo ad accettare il compromesso di Jogaila. I negoziati cominciarono nel castello Ritterswerder su un'isola del fiume Nemunas vicino a Kaunas, dove Vitoldo risiedeva all'epoca. Per evitare di attirare il sospetto dei Cavalieri teutonici, Enrico si propose alla sorella di Vitoldo, Rymgajla, e si sposarono poco tempo dopo. Il rapido matrimonio di un ufficiale cattolico (sebbene non avesse ancora ricevuto l'ordine sacro) e la sua improvvisa morte nel giro di un anno furono oggetto di scandalo ed accesero numerose dicerie e speculazioni.
Vitoldo accettò la proposta di Jogaila, ma non poté agire immediatamente, dal momento che i Cavalieri tenevano in ostaggio molti suoi parenti. Ci volle un po' prima di ricevere il permesso dai Cavalieri di trasferire i parenti in un luogo più sicuro. Ad esempio, sua moglie Anna di Lituania fu liberata cosicché potesse viaggiare in Lituania a diffondere dicerie a favore dei lituani e convertire i pagani rimanenti; a molti nobili fu chiesto di prendere parte a campagne militari. A luglio del 1392 Vitoldo si rivoltò apertamente contro i Cavalieri. Diffuse false dicerie secondo le quali l'esercito di Jogaila e Skirgaila si stesse muovendo verso Hrodna e organizzò le sue truppe per una campagna contro di loro. Tuttavia, invece di marciare verso Hrodna, Vitoldo, prima di tornare a Vilnius, attaccò Ritterswerder e altri due castelli teutonici a corto di guarnigioni sul fiume Nemunas. Suo fratello Sigismund Kęstutaitis rimase in Prussia come prigioniero fino al trattato di Salynas del 1398. Simon Grunau diffuse una falsa diceria secondo la quale Iwan e Georg, due giovani figli di Vitoldo, furono avvelenati da un cavaliere per vendicarsi del tradimento del loro padre. Non ci sono fonti storiche affidabili riguardanti episodi del genere o figli di Vitoldo.
Durante l'estate Jogaila incontrò Vitoldo in persona nella dimora di Astrava (in polacco Ostrów, in lituano Astravas) vicino a Lida nell'attuale Bielorussia. La sua posizione esatta non è nota, ma un sito probabile si ritiene essere vicino al fiume Dzitva ad est del villaggio di Yantsavichy. Jogaila cedette il governo della Lituania a suo cugino in cambio di pace. Vitoldo avrebbe governato sulla Lituania come il Granduca (Magnus Dux), mentre Jogaila adottò il titolo superiore di Principe Supremo (Prince Supremus). Pertanto Vitoldo riconosceva di essere il vassallo di Jogaila e che alla sua morte le sue terre sarebbero passate al Re di Polonia. Skirgaila fu rimosso dal Ducato di Trakai per diventare il duca di Kiev. Il trattato fu ratificato in documenti separati degli stati polacco e lituano nonché in documenti separati firmati da Anna, moglie di Vitoldo, e Edvige, moglie di Jogaila. Il trattato fu messo in vigore in molti fasi, adattando i punti equivoci affermati nell'unione di Krewo. Il trattato rinforzò anche il governo centrale della Lituania.

## Conseguenze
Vitoldo cominciò il suo regno come granduca. Non è del tutto noto quali poteri gli fossero dati da Jogaila, ma ebbe una notevole indipendenza. Sostituì alcuni dei fratelli e sostenitori di Jogaila con fidati viceré appuntati da nobili lituani: Skirgaila fu rimosso da Polack, Švitrigaila da Vicebsk, Kaributas da Novhorod-Sivers'kyj, Vladimir da Kiev, Fyodor Koriatovych da Podolia, e Fëdor figlio di Liubartas da Volinia. Fece anche secessioni territoriali nel 1398 senza chiedere l'approvazione a Jogaila. Mentre Skirgaila firmava documenti sempre dapprima nel nome di Jogaila e solo poi con il suo nome, Vitoldo usava solo il suo nome. La Lituania si stava allontanando dalla Polonia, ma la sconfitta dell'esercito di Vitoldo nella battaglia del fiume Vorskla contro l'Orda d'Oro nel 1399 rese necessario il rinnovo dell'alleanza, consolidata con l'unione di Vilnius e Radom nel 1401. Essa legalizzò l'indipendenza di Vitoldo nel Granducato dandogli tutti i poteri di sovrano. Tuttavia, dopo la sua morte tutte le terre e i poteri sarebbero tornati al re di Polonia.
Il trattato di Astrava pose fine alla guerra civile e a più di un decennio di lotte di potere, ma non alla guerra con i Cavalieri teutonici i quali pretendevano il controllo della Samogizia che fu promesso loro da Vitoldo. A gennaio 1393 Hrodna cadde; nel 1394 fu radunato un grande esercito in Prussia. Il Gran Maestro Konrad von Jungingen condusse i crociati a Kaunas e in seguito verso sud lungo il fiume Nemunas fino a Merkinė. Una parte degli invasori rimase a saccheggiare le campagne e ad assicurare una rotta sicura per la ritirata, un'altra marciò circa cento chilometri ad est di Hrodna, mentre la forza principale raggiunse Navahrudak, nel cuore della Lituania. Più tardi in quell'anno fu organizzata un'altra campagna. I crociati marciarono su Kernavė e il 29 agosto 1394 attaccarono Vilnius. Anche se l'assedio fallì, Vitoldo fu convinto ad iniziare i negoziati. Era ancora impegnato a instaurare il suo potere neo-acquisito a est. I Cavalieri contemplarono una spedizione contro i Vitalienbrüder in Gotland dato che le loro attività piratesche interferivano con il commercio della Lega anseatica. Nel 1396 fu firmata una preliminare tregua e nel 1398 il trattato di Salynas. Fu però solamente una pace temporanea: le ostilità avrebbero portato nel 1410 alla battaglia di Grunwald e si sarebbero protratte fino al trattato di Melno del 1422.